# Skanderborg-AGF Håndbold
Skanderborg-AGF Håndbold (SAH), tidigare Skanderborg Aarhus Håndbold (2021–2023), är en dansk handbollsklubb från Skanderborg, bildad 2021. 
År 2021 gick Århus Håndbold i konkurs, och slogs ihop med Skanderborg Håndbolds herrlag. Därmed byttes namnet till Skanderborg Aarhus Håndbold. Damlaget fortsatte gå under namnet Skanderborg Håndbold. I juni 2023 tog Aarhus Gymnastikforening (AGF) över Århus Håndbolds ägarandel, vilket ledde till att klubbnamnet ändrades till Skanderborg-AGF Håndbold.